# Columbus City, Iowa
Columbus City là một thành phố thuộc quận Louisa, tiểu bang Iowa, Hoa Kỳ. Năm 2010, dân số của thành phố này là 391 người.

## Dân số
Dân số qua các năm:
- Năm 2000: 376 người.
- Năm 2010: 391 người.